# فیلمی (موسیقی هند)
فیلمی (هندی: फ़िल्मी संगीत؛ انگلیسی: Filmi، "مربوط به فیلم") موسیقی و ترانه‌هایی است که در سینمای هند خوانده و اجرا می‌شود. آهنگ‌ها اغلب توسط آهنگسازان فیلم ساخته می‌شود و ترانه‌ها توسط خوانندگان پشت‌صحنه اجرا می‌شود و این سبک موسیقی حدود ۷۲ درصد از فروش بازار موسیقی هند را تشکیل می‌دهد.
«فیلمی»، در سرتاسر شبه‌قاره هند و همچنین کشورهای دیگر محبوبیت فراوانی دارد.